# Najla Jabor
Maia de Carvalho Najla Jabor (25 septembre 1915 - 9 mars 2001) est une compositrice et chef d'orchestre brésilienne. Elle a composé des concertos des œuvres symphoniques mais elle est mieux connu pour ses chants sacrés. Elle est née et morte à Rio de Janeiro, Brésil.

## Œuvres
- Suite de seis peças, no. 3. Um adeus (Texte : Alda Pereira Pinto), no. 5. A um poeta (Texte : Alda Pereira Pinto), no. ?. Louco devaneio (Texte : Alda Pereira Pinto)
- A palavra de Deus (Texte : Stela Dubois)
- A semente é a dor amor (Texte : Roque Martins)
- A um poeta (in Suite de seis peças) (Texte : Alda Pereira Pinto)
- A um poeta - Loucos devaneios
- Alucinação (Texte : José Alfredo Maia de Carvalho)
- Assim falou o poeta
- Ave Maria  (Texte: Bible et autres textes sacrés)
- Balada n.1: Teus olhos (Texte : Beni Carvalho)
- Balada n.2 (Texte : Ricardina Marques da Silva)
- Barcarola, op. 92 (Texte : Dylma Cunha de Oliveira)
- Batuque n.1 (Texte : Silvio Moreaux)
- Batuque n.2 (Texte : Raimundo de Brito)
- Berceuse, op. 11
- Canção bárbara (Texte : Olga Mayer)
- Canção de amor (Texte : Iveta Ribeiro)
- Canção do trovador (Texte : José Alfredo Maia de Carvalho)
- Canção dos olhos
- Canção simples (berceuse), op. 83 (Texte : Nóbrega de Siqueira)
- Copo de cristal (Texte : Agrippino Grieco)
- Desejo, op. 47 (Texte : Iveta Ribeiro)
- Gato preto (Texte : Nóbrega de Siqueira)
- Louco devaneio (Suite de seis peças) (Texte : Alda Pereira Pinto)
- Noturno com palavras (Texte : José Alfredo Maia de Carvalho)
- Noturno n.3 - Rosa menina
- Novo amor, op. 85 (Texte : Aracy Rivera de Rezende)
- O sonho (Texte : J. Benedito Silveira Peixoto)
- Oração à esperança (Texte : Leopoldo Braga)
- Pode entrar saudade (Text: E. Mangione, Jr.)
- Romance, op. 11 (Texte : Iveta Ribeiro)
- Romance, op. 13 (Texte : Iveta Ribeiro)
- Romance, op. 56 (Texte : Iveta Ribeiro)
- Romance, op. 3 (Texte : Sergio Murilo)
- Romance, op. 6 (Texte : José Jorge Guilherme de Araújo Jorge)
- Sou assim
- Toada n.1: brasileira (Texte : Iveta Ribeiro)
- Toada n.2: morena (Texte : Carlos Paula Barros)
- Toada n.3: Não sei viver sem ti (Texte : Diva Jabor)
- Toada n.5: Quando o amor vem(Texte : Antônio Siqueira)
- Toda n.4: Amor (Texte : Carlos Paula Barros)
- Um adeus (Suite de seis peças) (Texte : Alda Pereira Pinto)
- Único amor (berceuse), op. 65 (Texte : Elora Possolo)[2]